# Hovs hallar

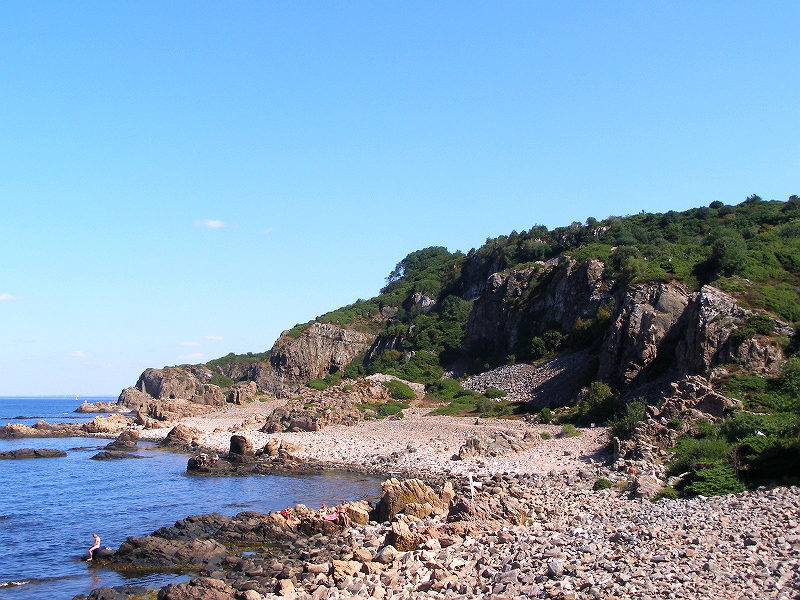
Hovs hallar

Hovs hallar – formacje skalne o wysokości od 10 do 30 m opadające w kierunku morza i uformowane poprzez procesy erozyjne, stanowiące najbardziej na północny zachód wysunięta część pasma Hallandsås. W niektórych miejscach tworzą strome urwiska, w innych kamieniste plaże. Obszar jest objęty ochroną i od 1971 r. stanowi część rezerwatu przyrody Bjärekusten (Bjärekustens naturreservat), położonego na północnym brzegu półwyspu Bjärehalvön nad zatoką Laholmsbukten pomiędzy miejscowościami Båstad i Torekow.
Prawdopodobnie od Hovs hallar pochodzi nazwa prowincji historycznej (landskap) Halland. Słowo hallar (hällar) oznacza skały. Mieszkająca na południe od Hovs hallar ludność Skanii mogła w ten sposób określać mieszkańców Halland, jako tych „po drugiej stronie skał” (hallänningar).
Przy Hovs hallar zostały nakręcone pierwsze sceny filmu Ingmara Bergmana, Siódma pieczęć (Det sjunde inseglet; 1957), gdzie rycerz Antonius Block (Max von Sydow) zaczyna grać w szachy ze Śmiercią (Bengt Ekerot).

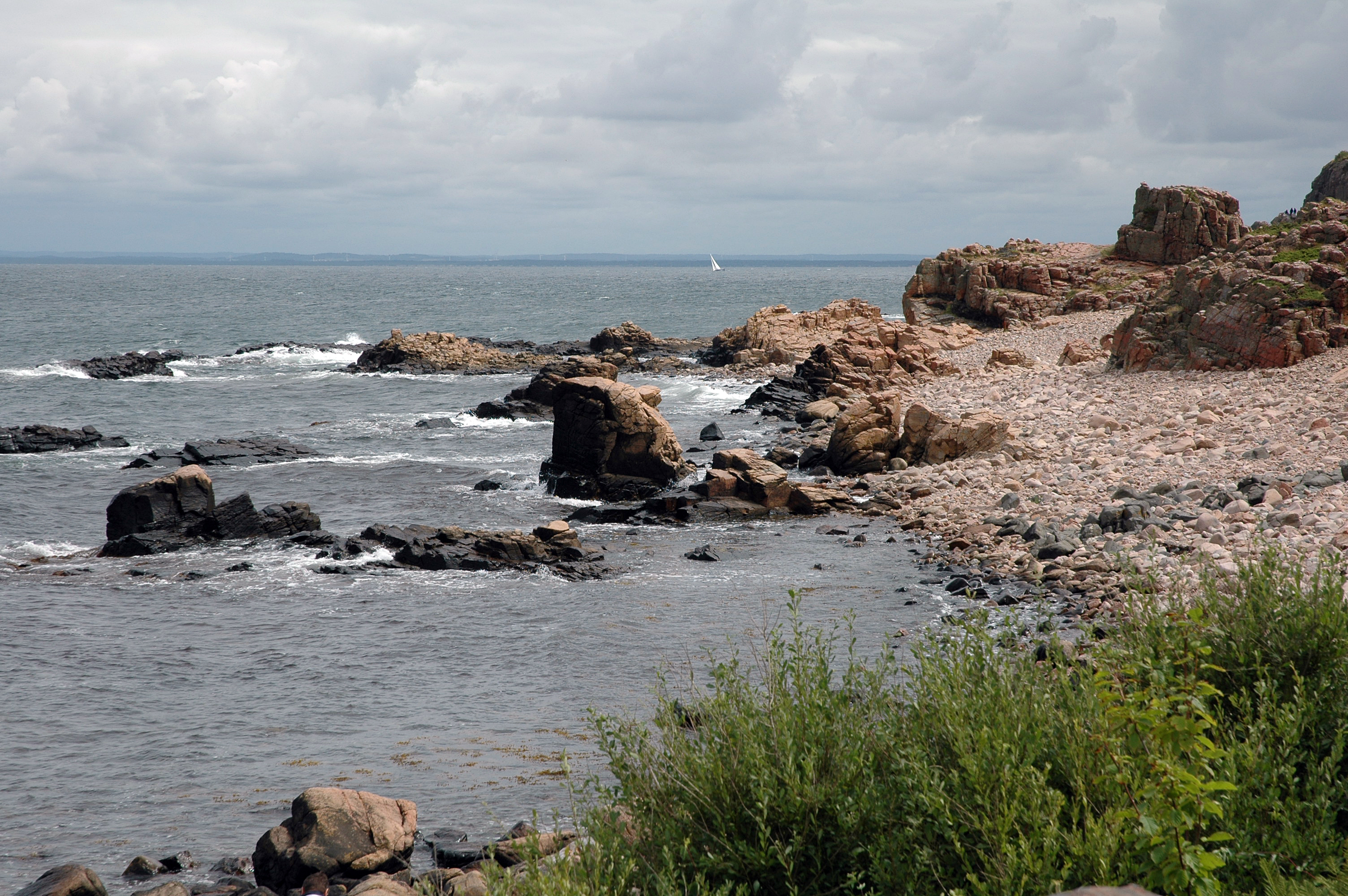
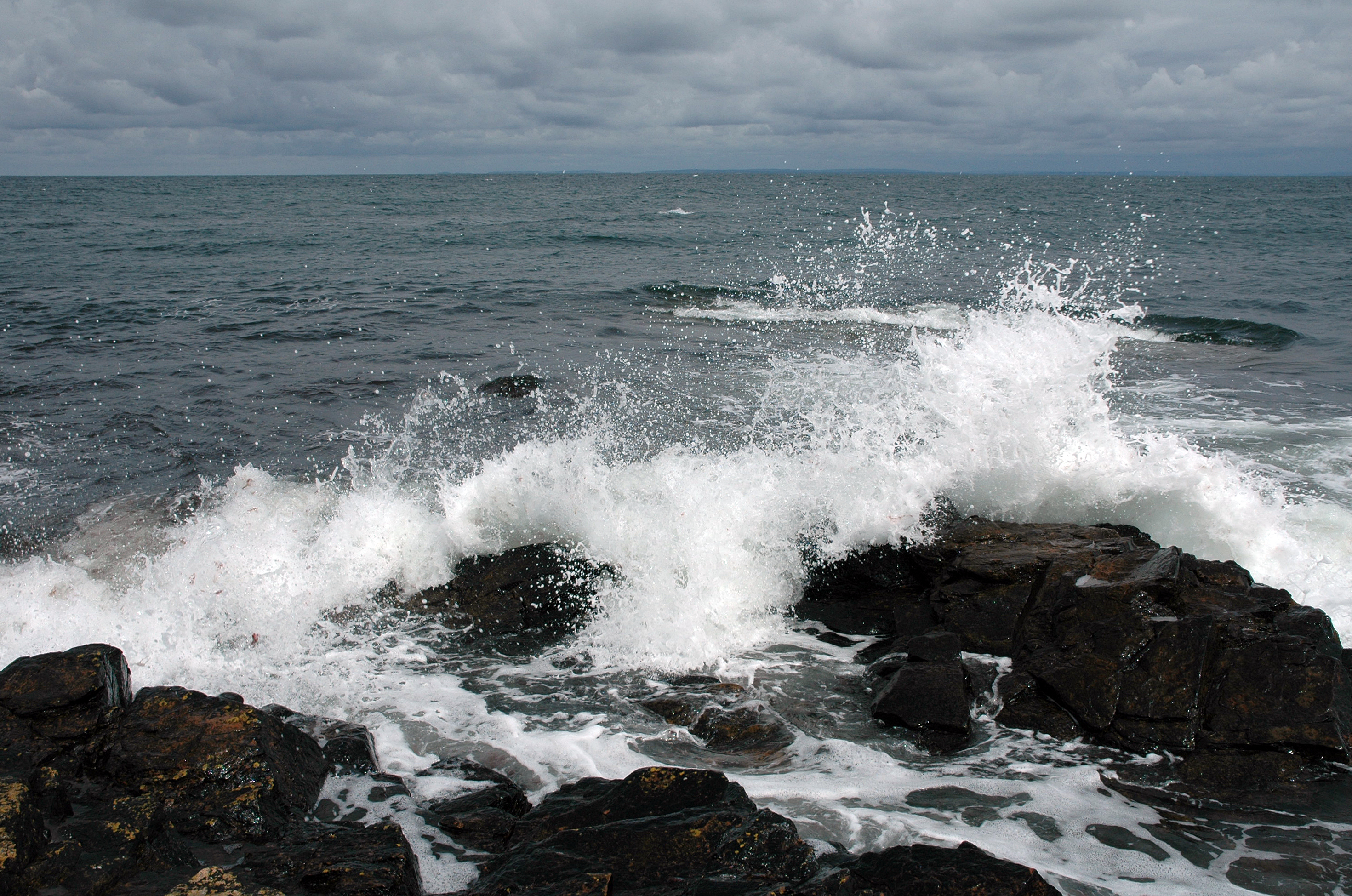
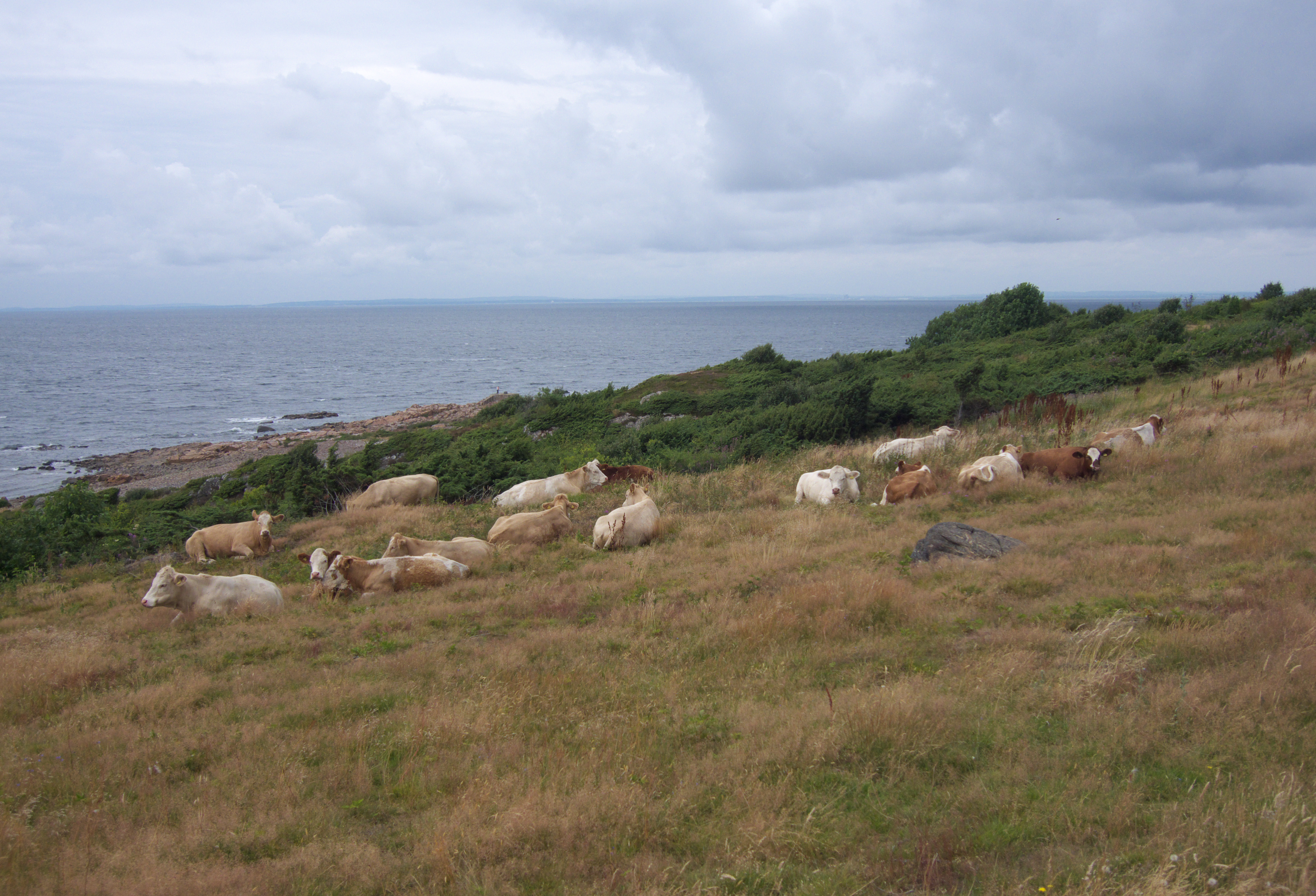
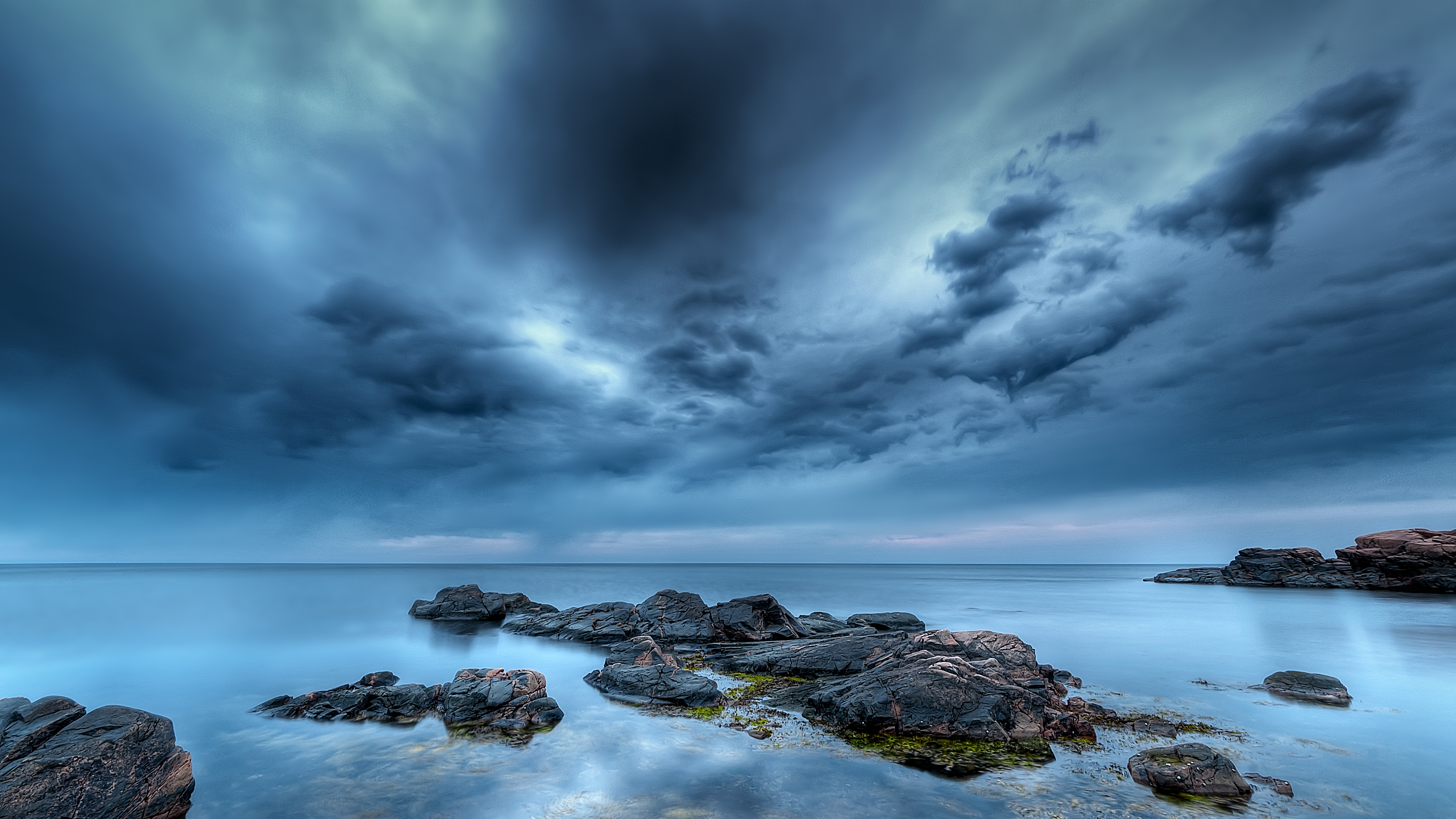